# Bahia Mouhtassine
Bahia Mouhtassine (née le 23 août 1979 à Mohammédia) est une joueuse de tennis marocaine, professionnelle de 1996 à 2006.
À deux reprises, elle s'est qualifiée dans le tableau final d'une épreuve du Grand Chelem.
Elle n'a remporté aucun titre WTA pendant sa carrière, s'imposant néanmoins à vingt reprises sur le circuit ITF (dont onze en simple).
Bahia Mouhtassine reste à ce jour la meilleure joueuse de tennis de l'histoire du Maroc. Elle a été membre de l'équipe marocaine de Fed Cup en 1995, 1999 et 2003, disputant la compétition au sein de la « zone géographique Europe-Afrique ».

## Palmarès

### Titre en simple dames
Aucun

### Finale en simple dames
Aucune

### Titre en double dames
Aucun

### Finale en double dames
Aucune

## Parcours en Grand Chelem

### En simple dames
| Année | Open d'Australie | Open d'Australie | Internationaux de France | Internationaux de France | Wimbledon | Wimbledon | US Open | US Open |
| ----- | ---------------- | ---------------- | ------------------------ | ------------------------ | --------- | --------- | ------- | ------- |
| 2002  | 1er tour (1/64)  | Anabel Medina    | -                        | -                        | -         | -         | -       | -       |
| 2003  | -                | -                | 1er tour (1/64)          | Z. Ondrášková            | -         | -         | -       | -       |

À droite du résultat, l’ultime adversaire.

### En double dames
N'a jamais participé à un tableau final.

### En double mixte
N'a jamais participé à un tableau final.

### Autres compétitions
- Médaille d'or en simple dames à la Coupe d'Afrique des nations de 2006 à Tunis
- Médaille d'or en équipe mixte à la Coupe d'Afrique des nations de 2006 à Tunis
- Médaille d'or en simple dames aux Jeux méditerranéens de 2001 à Tunis
- Médaille d'argent en simple dames à la Coupe d'Afrique des nations de 2005 à Tunis
- Médaille d'argent en double dames avec Habiba Ifrakh à la Coupe d'Afrique des nations de 2005 à Tunis

## Classements WTA

### Classements en simple en fin de saison
| Année | 1995 | 1996 | 1997 | 1998 | 1999 | 2000 | 2001 | 2002 | 2003 | 2004 | 2005 | 2006 |
| Rang  | 928  | 771  | 427  | 243  | 233  | 199  | 175  | 149  | 183  | 173  | 453  | 753  |

Source : (en) « Classements de Bahia Mouhtassine », sur le site officiel du WTA Tour

### Classements en double en fin de saison
| Année | 1995 | 1996 | 1997 | 1998 | 1999 | 2000 | 2001 | 2002 | 2003 | 2004 | 2005 | 2006 |
| Rang  | 735  | 544  | 567  | 366  | 298  | 268  | 199  | 154  | 211  | 323  | 406  | 583  |

Source : (en) « Classements de Bahia Mouhtassine », sur le site officiel du WTA Tour